# هوارد بي. أندرسون
هوارد بي. أندرسون هو سياسي أمريكي، ولد في 25 مايو 1915 في Crystal Hill, Virginia ‏ في الولايات المتحدة، وتوفي في 1 نوفمبر 2000. انتخب عضو مجلس ولاية فرجينيا ‏.